# Argostemma succulentum
Argostemma succulentum är en måreväxtart som beskrevs av Henry Nicholas Ridley. Argostemma succulentum ingår i släktet Argostemma och familjen måreväxter.
Artens utbredningsområde är Burma. Inga underarter finns listade i Catalogue of Life.